# منتخب جزر فارو لكرة الطائرة للرجال
منتخب جزر فارو لكرة الطائرة للرجال  هو ممثل جزر فارو الرسمي في المنافسات الدولية في كرة طائرة 
.